# Кукла (фильм, 1968)

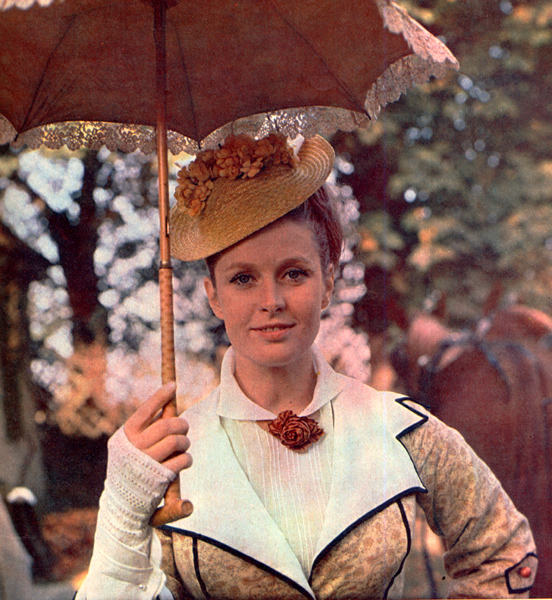
Беата Тышкевич в роли графини Изабеллы Ленцкой в фильме «Кукла»

«Кукла» (пол. Lalka; Польша, 1968) — художественный фильм Войцеха Хаса. Экранизация одноимённого романа Болеслава Пруса.
В советский кинопрокат фильм вышел в 1970 году с дубляжем киностудии «Мосфильм» (режиссёр дубляжа — Татьяна Березанцева).

## Сюжет
Действие фильма разворачивается в Польше конца XIX века. Станислав Вокульский, сын бедного дворянина, начинает с малого, работая приказчиком. Железная воля и трудолюбие позволяют ему получить университетское образование и стать одним из богатейших промышленников Польши. Но для высшего света он остаётся нахальным выскочкой… Как удар молнии, приходит к нему любовь к гордой и недоступной графине Изабелле Ленцкой. Мощный, несгибаемый человек огромной энергии, он теряет волю при мысли об этой женщине. Ни деньги, ни власть не могут сделать его любовь взаимной — Изабелла холодна как фарфоровая кукла.

## В ролях
- Мариуш Дмоховский — Станислав Вокульский (в советском прокате дублировал Юрий Чекулаев)
- Беата Тышкевич — Изабелла Ленцкая (в советском прокате дублировала Нина Меньшикова)
- Тадеуш Фиевский — Игнаций Жецкий
- Ян Махульский — Юлиан Охоцкий
- Веслав Голас — Кжешовский
- Ян Кречмар — Томаш Ленцкий
- Халина Квятковская — Кжешовская
- Эльжбета Старостецка — Эвелина
- Калина Ендрусик — Вонсовская
- Ирена Орская — пани Мелитон
- Александер Фогель — Шпрот
- Тадеуш Кондрат — старый Шлянгбаум
- Вацлав Ковальский — Высоцкий
- Юзеф Лодыньский — камердинер Вокульского
- Здзислав Карчевский — адвокат Ленцкого
- Витольд Пыркош — аукционист
- Юлиан Ябчинский — Мрончевский (в советском прокате дублировал Юрий Саранцев)
- Юзеф Перацкий — Михал Шуман, друг Вокульского (озвучание — Виктор Файнлейб)

Остальные роли дублировали: Александр Белявский, Артём Карапетян, Владимир Дружников, Владимир Ферапонтов, Игорь Ясулович, Константин Тыртов, Михаил Глузский, Николай Граббе, Олег Голубицкий.

## Съёмочная группа
- Режиссёр: Войцех Хас
- Оператор: Стефан Матыяшкевич
- Композитор: Войцех Килар